# Simone (novela)
Simone es la cuarta novela del escritor y artista plástico puertorriqueño Eduardo Alfredo Rodríguez Rodríguez, quien firma sus obras como Eduardo Lalo, publicada en 2011 por la editorial argentina Corregidor, como inicio de la colección Archipiélago Caribe. Con esta novela, Eduardo Lalo ganó en el año 2013 el Premio Rómulo Gallegos, que consolidó su reconocimiento internacional. La novela tiene lugar en Puerto Rico, específicamente en San Juan en el presente.

## Trama
La obra está narrada en primera persona por el protagonista, un escritor anónimo. Está escrita en forma linear, sin división específica de capítulos, sin embargo maneja dos tiempos: el inicio narrado en  tiempo presente donde el escritor va registrando como si fueran entradas de un diario, sus días en  objetos como una libreta, servilletas, facturas. En un segundo momento, se desarrolla la relación del escritor con Li Chao, una mujer china, estudiante de literatura. En esta parte, el autor escribe en retrospectiva, narrando hechos concluidos.

## Personajes
•	Escritor, es el protagonista anónimo de la novela. Aparte de su oficio de escritor, es también fotógrafo y pintor y, dada la escasa publicación y lectura de sus libros trabaja como profesor en la universidad.
•	Li Chao, protagonista femenina de la novela. Es una mujer China, inmigrante ilegal, estudiante y artista, quien por medio de su trabajo como mesera en los restaurantes de su familia debe pagar su viaje a Puerto Rico y ha logrado costear sus estudios en la universidad.
•	Carmen Lindo, socióloga y profesora universitaria, amante de Li Chao.
•	Máximo Noreña, escritor puertorriqueño, amigo incidental del escritor y exnovio de Carmen Lindo.
•	Juan Rafael García Pardo, escritor español, amigo de Carmen Lindo.

## Personajes secundarios
•	Diego, amigo del escritor
•	Julia, mujer con la cual el escritor tuvo una relación sentimental y con la que sale en algunas ocasiones.

## Argumento
La novela inicia como una especie de diario del escritor anónimo en el cual va anotando lo que ve en el diario vivir, en los lugares de San Juan que frecuentaba cuando era más joven y que ahora vuelve a caminar con el fin de encontrar algún sentido a su vida. Esta primera escritura es desesperada y llena de angustias respecto a la identidad del individuo, la identidad como puertorriqueño y particularmente, la reflexión sobre la escritura, sobre el oficio de escribir y sobre la literatura. Estos temas, recurrentes a lo largo de la obra, cobran un matiz un poco más optimista cuando el protagonista empieza a recibir una serie de mensajes anónimos. Estos vienen en forma de notas dejadas en los lugares más insospechados como el parabrisas del carro, las pizarras de la universidad, las paredes de la ciudad, el piso del parqueadero y se empiezan a tornar más cercanas a medida que pasan los días, con notas en el mismo buzón del escritor, correos electrónicos e incluso mensajes de voz en su máquina contestadora. El contenido de los mensajes es tan enigmático como quien los envía, citas de libros y alusiones filosóficas que a veces parecieran adivinar los propios pensamientos del escritor y que llegan firmados con el seudónimo Simone. Al develar este juego, el escritor descubre a Li Chao, una inmigrante ilegal china que trabaja en los restaurantes de su familia y es estudiante de Literatura comparada en la universidad donde el escritor trabaja. A través de este juego de seducción literaria, el escritor y Li Chao inician una relación en la cual sus intereses y sus angustias se complementan. Por medio de la descripción altamente erótica y emocional de la relación, la novela evidencia la relación del individuo con la ciudad, los sentimientos de amor, dolor y pérdida. Pero este amor tenía una fecha de caducidad desde el principio. A pesar de los fuertes lazos que se han creado entre el escritor y Li Chao, la imposibilidad de esta de desatarse de sus cadenas culturales y sociales como son la dependencia y la sumisión, la incapacidad de afrontar su lesbianismo y la necesidad de una salida inmediata a su situación, hacen que Li abandone la relación. Este nuevo giro, devuelve al escritor a un punto de reflexión sobre las posibilidades, a replegarse nuevamente sobre la misma ciudad pero ahora con nuevos significados.

## Estilo
Esta obra, como las anteriores narrativas de Eduardo Lalo, es de difícil clasificación dentro de un género o estilo particular. Su carácter evidentemente fragmentario se refleja en su misma construcción por partes, entradas de diario, recuerdos, fotografías mentales y confesiones. De otra parte, su tono auto reflexivo, de ficción que cuestiona la dimensión y estructura del relato, la forma de asumir el oficio de la escritura así como el desarrollo y cuestionable futuro de la literatura latinoamericana hacen que la obra tenga un carácter de metaficción.

## Temas
La novela cuenta con varios temas recurrentes propios a la historia amorosa y personal que desarrolla, pero que no se limitan a esta y ahondan en la reflexión sobre la narrativa en sí.
Identidad
Aunque no es la primera vez que Eduardo Lalo aborda esta temática – ya tratada en Límites y en otras de sus obras – en Simone, la identidad se presenta como un eje temático. De un lado la identidad del escritor como tal y como puertorriqueño, como intelectual y como ser humano. De otro lado, la identidad de Li Chao que no siente identificación ni con la cultura china, ni con la cultura puertorriqueña. También la identidad isleña frente a otros como Estados Unidos o Europa.
Espacio
El espacio tiene una doble configuración en Simone. Está por un lado, el espacio geográfico, los límites de la isla que limitan también la existencia de los seres que la habitan. En un segundo plano, se encuentra el espacio literario, también limitado por las nuevas tendencias de escritura en las cuales es más relevante la capacidad económica de la obra que su capacidad estética.
Lenguaje
Tanto en su visibilidad como en su invisibilidad, el lenguaje ocupa un lugar relevante en esta obra. Siendo su protagonista un escritor, el lenguaje escrito es relevante y dominante. La escritura es el hilo que teje la obra. Pero también está el lenguaje que no se expresa, la incapacidad de Li Chao de encontrar palabras porque siente que son de otros, que no le pertenecen.